# Astichus grootaerti
Astichus grootaerti är en stekelart som beskrevs av Boucek 1988. Astichus grootaerti ingår i släktet Astichus och familjen finglanssteklar.
Artens utbredningsområde är Papua Nya Guinea. Inga underarter finns listade.